# جون إغان
جون إغان (بالإنجليزية: John Egan)‏ هو لاعب كرة قدم بريطاني، ولد في 9 أغسطس 1937 في كيلسيث ‏ في المملكة المتحدة. لعب مع نادي بيليمينا يونايتد ونادي ستنهاوسموير ونادي هاليفاكس تاون.